# ヤノヴィッツ橋駅
ヤノヴィッツ橋駅(Bahnhof Berlin Jannowitzbrücke)またはヤノヴィッツ・ブリュッケ駅は、ベルリン中心部のミッテ区にある鉄道駅。Sバーンの5号線、7号線、75号線とUバーンの8号線の駅である。

## 歴史
駅近くのシュプレー川に架かる橋の名前にちなんで名づけられた。1882年2月7日にSバーンの高架駅として開業した。1932年に現在の駅舎が建てられた。Uバーン駅は1930年4月18日に開業した。ベルリンの戦いの後、1945年まで営業が停止された。
Uバーン8号線の始発駅、終着駅は共に西ベルリンにあり、この駅は東ベルリンにあったため、1961年にベルリンの壁が造られた際に営業が停止され、幽霊駅となった。ベルリンの壁崩壊直後の1989年11月11日、幽霊駅の中では初めて営業が再開された。東ベルリンに入るためのチェックポイントが一時設けられたが、1990年7月1日に、チェックポイントは完全に廃止された。